# Paramount Vantage
Paramount Vantage — американская кинокомпания, занимавшаяся производством и распространением фильмов, была дочерней компанией Paramount Pictures. Была основана в 1998 году как «Paramount Classics», но в 2005 году компания ликвидировалась. В 2006 году компания возобновила работу под новым именем — «Paramount Vantage», закрылась в 2013 году.

## Фильмы

### Фильмы Paramount Classics
| Фильм                             | Дата релиза      |
| --------------------------------- | ---------------- |
| Поезд жизни                       | 11 сентября 1998 |
| Трекки                            | 12 марта 1999    |
| Будь собой                        | 30 апреля 1999   |
| Бочка пороха                      | 23 июля 1999     |
| Приключения Себастьяна Кола       | 6 августа 1999   |
| Где же Марлоу?                    | 12 ноября 1999   |
| Эксгумация                        | 10 марта 2000    |
| Девственницы-самоубийцы           | 12 мая 2000      |
| Две жизни                         | 26 мая 2000      |
| Вкус солнечного света             | 9 июня 2000      |
| Девушка на мосту                  | 28 июля 2000     |
| Можешь рассчитывать на меня       | 17 ноября 2000   |
| Дар                               | 19 января 2001   |
| Свой парень                       | 9 марта 2001     |
| Сильные души                      | 20 мая 2001      |
| Невеста ветра                     | 8 июня 2001      |
| Американская рапсодия             | 24 августа 2001  |
| Богоматерь убийц                  | 7 сентября 2001  |
| Мой первый мужчина                | 12 октября 2001  |
| Фокус                             | 2 ноября 2001    |
| Тротуары Нью-Йорка                | 21 ноября 2001   |
| Костолом (фильм)Костолом          | 22 февраля 2002  |
| Фестиваль в Каннах                | 3 марта 2002     |
| Триумф любви                      | 10 мая 2002      |
| Новое платье императора           | 14 июня 2002     |
| Тот, которого заказали            | 26 июля 2002     |
| Неотразимая Марта                 | 16 августа 2002  |
| Всего лишь поцелуй                | 27 сентября 2002 |
| Кровавое воскресенье              | 4 октября 2002   |
| Дорога к дому                     | 15 ноября 2002   |
| Пока не разбудят нас голоса живых | 21 февраля 2003  |
| Дом дураков                       | 25 апреля 2003   |
| Человек с поезда                  | 9 мая 2003       |
| Нортфорк                          | 11 июля 2003     |
| А теперь, дамы и господа          | 8 августа 2003   |
| Поющий детектив                   | 24 октября 2003  |
| Машинист                          | 18 января 2004   |
| День расплаты                     | 5 марта 2004     |
| Соединённые штаты Лиланда         | 2 апреля 2004    |
| Влюбись в меня, если осмелишься   | 11 мая 2004      |
| Засну, когда умру                 | 16 июня 2004     |
| Откровенное признание             | 30 июля 2004     |
| Жестокий ручей                    | 20 августа 2004  |
| Испытание любовью                 | 29 октября 2004  |
| Затмение                          | 5 ноября 2004    |
| Шульце играет блюз                | 18 января 2005   |
| Зимнее солнцестояние              | 8 апреля 2005    |
| Сумасшедшие бальные танцы         | 13 мая 2005      |
| Только после Вас!                 | 3 июня 2005      |
| Суета и движение                  | 22 июля 2005     |
| Безумие                           | 12 августа 2005  |
| Нил Янг: Золотое сердце           | 10 февраля 2006  |
| Спроси у пыли                     | 17 марта 2006    |
| Неудобная правда                  | 24 мая 2006      |
| Тайфун                            | 2 июня 2006      |
| Разрушенные мосты                 | 8 сентября 2006  |
| Мишка на севере                   | 25 июля 2007     |
| На дне                            | 7 августа 2007   |
| Бегущий за ветром                 | 14 декабря 2007  |
| The Rolling Stones. Да будет свет | 4 апреля 2008    |

### Фильмы Paramount Vantage
| Фильм                     | Дата релиза       |
| ------------------------- | ----------------- |
| Вавилон                   | 27 октября 2006   |
| Год собаки                | 20 января 2007    |
| Стон черной змеи          | 2 марта 2007      |
| Её сердце                 | 22 июня 2007      |
| В диких условиях          | 21 сентября 2007  |
| Старикам тут не место     | 9 ноября 2007     |
| Марго на свадьбе          | 16 ноября 2007    |
| Нефть                     | 26 декабря 2007   |
| Как она двигается         | 25 января 2008    |
| Глаз                      | 1 февраля 2008    |
| Сын Рэмбо                 | 2 мая 2008        |
| Американские подростки    | 25 июля 2008      |
| Герцогиня                 | 19 сентября 2008  |
| Дорога перемен            | December 26, 2008 |
| Вызов                     | 31 декабря 2008   |
| Продавец                  | 14 августа 2009   |
| Знакомство с Марком       | 21 августа 2009   |
| Носители                  | 4 сентября 2009   |
| Капитализм: История любви | 2 октября 2009    |
| Посредники                | 8 августа 2010    |
| В ожидании Супермена      | 24 сентября 2010  |
| Дело № 39                 | 1 октября 2010    |
| Как сумасшедший           | 28 октября 2011   |
| Джефф, живущий дома       | 16 марта 2012     |
| Не исчезай                | 21 декабря 2012   |
| Небраска                  | 22 ноября 2013    |